# Кајра Казал д'Амарио (Фрозиноне)
Кајра Казал д'Амарио је насеље у Италији у округу Фрозиноне, региону Лацио.
Према процени из 2011. у насељу је живело 18 становника. Насеље се налази на надморској висини од 417 м.